# 효철간황후
효철간황후 황씨(孝哲簡皇后 黃氏, 생몰년 미상)은 남명의 초대 황제 홍광제의 정비이자, 추존황후이다. 아버지는 도지휘첨사(都指揮僉事) 황기서(黃奇瑞)이다.
황씨의 삶의 대한 기록이 남아있지 않았다. 사후에 홍광제 즉위하고나서, 효철의장혼정인정황후(孝哲懿莊溫貞仁靖皇后)라는 시호를 주었다. 다시 시호를 추가하여 효철의장혼정인정의천소성황후(孝哲懿莊溫正仁靖儀天昭聖皇后)라는 시호를 재추존 하였다. 홍광제가 적들에 의해 붕어당한 직후, 노왕(魯王) 주이해(朱以海)가 감국(監國)으로 책봉하였고, 다시 효철안황후(孝哲安皇后)으로 추존하였다. 다시 영력제가 즉위하고 난 후에, 홍광제가 안황제(安皇帝)에서 안종간황제(安宗簡皇帝)로 추존이 되면서, 효철안황후 황씨도 간황후로 다시 재추존 되므로, 최종시호는 효철의장혼정인정의천소성간황후(孝哲懿莊溫正仁靖儀天昭聖簡皇后)이다.